# Нартахова, Мария Дмитриевна
Мари́я Дми́триевна Нарта́хова (25 января 1906, село Абага, Якутская область — 1987, Якутск) — советский партийный, государственный деятель. С 1954 по 1964 год — Председатель Президиума Верховного Совета Якутской АССР.

## Биография
Родилась 25 января 1906 года в Абагинском наслеге Олёкминского округа Якутской области.
В 1915—1918 и 1920—1925 годах — учащаяся Абагинской, затем 2-й Нёрюктяйской школ Олёкминского округа. С июня 1925 по август 1926 года — вожатая пионерского отряда Абагинского наслега.
- Сентябрь 1926 г. — декабрь 1930 г. — студентка Иркутского рабфака им. Н. Н. Яковлева.
- Январь—май 1931 г. — секретарь приёмной комиссии Иркутского вечернего рабфака.
- Июнь—август 1931 г. — секретарь Абагинской наслежной партийной ячейки Олёкминского района.
- Август—ноябрь 1931 г. — председатель укрупнённого колхоза Абагинского наслега Олёкминского района.
- Сентябрь—декабрь 1931 г., январь—февраль 1932 г. — преподаватель неполной средней школы Абагинского наслега, Олёкминского полеводческого техникума.
- Февраль 1932 г. — июль 1933 г. — председатель Комиссии улучшения труда и быта женщин при ЯЦИК.
- Июль 1933 г. — апрель 1934 г., апрель—декабрь 1934 г. — заведующая женсектором, инструктор ЯЦИК.
- Январь 1935 г. — октябрь 1939 г. — председатель исполкома Горного райсовета депутатов трудящихся Якутской АССР.
- Октябрь 1939 г. — январь 1941 г. — заведующая курсами советского строительства при Совнаркоме ЯАССР.
- Январь 1941 г. — октябрь 1942 г., октябрь 1942 г. — октябрь 1943 г. — инструктор, руководитель оргинструкторской группы Совнаркома ЯАССР.
- Октябрь 1943 г. — август 1946 г. — инструктор Якутского обкома ВКМ (б).
- Август 1946 г. — октябрь 1947 г. — II секретарь Мегино-Кангаласского райкома ВКП(б).
- Октябрь 1947 г. — апрель 1954 г. — министр социального обеспечения ЯАССР.
- 12 апреля 1954 г. — март 1963 г. — Председатель Президиума Верховного Совета ЯАССР.

Депутат Верховного Совета СССР IV созыва, депутат Верховного Совета ЯАССР V созыва.
Умерла 22 августа 1987 года.

## Награды
М. Д. Нартахова награждена двумя орденами Трудового Красного Знамени (в 1952 г. и 1958 г. за достигнутые успехи в развитии промышленности, сельского хозяйства, культуры и искусства ЯАССР),